# Sprung in die Wolken
Sprung in die Wolken (Originaltitel: Le ciel est à vous) ist ein 1943 gedrehtes, französisches Filmdrama von Jean Grémillon mit Madeleine Renaud und Charles Vanel in den Hauptrollen.

## Handlung
Frankreich zu Beginn der 1920er Jahre. Das Ehepaar Pierre und Thérèse Gauthier betreiben eine Tankstelle mit angeschlossener Autowerkstatt. Eines Tages wird ihnen mitgeteilt, dass sie ihr gut gehendes Geschäft aufgeben müssen, da auf dem Gelände ein Flugplatz errichtet werden soll. Die Eheleute ziehen daraufhin mit ihren beiden Kindern und der zänkischen Schwiegermutter in die nächste Stadt. Doch Pierre, während des Ersten Weltkriegs als Mechaniker eines hoch dekorierten Kampfpiloten tätig, wird durch das Bauvorhaben wieder an seine alte Leidenschaft, die Fliegerei erinnert. Er muss Thérèse versprechen, sich nicht auf dieses in ihren Augen gefährliche Hobby einzulassen. Zunächst wird sein Können als Mechaniker gefragt; so repariert er beispielsweise während der Einweihungsfeier des neuen Flugplatzes die Maschine der Pilotin Lucienne Ivry, die während des Kriegs Mechanikerin von Georges Guynemer, Frankreichs Manfred von Richthofen, war.
Thérèse, die einige Monate lang dem Angebot eines Geschäftsmannes nachkommt, für ihn in Limoges zu arbeiten, wird bei ihrer Rückkehr von Pierres Luftfahrt-Leidenschaft angesteckt und verfällt schließlich selbst der Fliegerei mit Haut und Haar. Pierre, der Tüftler von einst, brütet nun über Konstruktionsplänen, um einen Flieger zu bauen, mit dem ein Langstreckenrekord aufgestellt werden kann. Da die Leichtbauweise dazu führt, dass ein Mann für seinen Flugzeugneubau wohl zu schwer ist, soll nun Thérèse hinter den Steuerknüppel. Er gibt ihr Flugstunden, und bald ist seine Frau derartig versiert, dass sie den Rekordversuch starten kann. Es kommt wie es kommen muss: Thérèse und das Flugzeug sind plötzlich verschollen. Pierre wird von seiner Umgebung mit Vorwürfen überschüttet. Er ist in höchster Sorge, doch nach einem Tag erhält er die erlösende Nachricht: Sie ist in Afrika gelandet und hat einen neuen Langstreckenrekord aufgestellt. Thérèses Rückkehr in die Heimat soll triumphal gefeiert werden.

## Produktionsnotizen
Sprung in die Wolken, gelegentlich auch unter dem Titel Der Himmel gehört Euch geführt, wurde 1943 auf dem Flugfeld von Bron (Außenaufnahmen) nahe Lyon gedreht und am 7. Februar 1944 in Paris uraufgeführt. In Deutschland lief der Film 1948 an.
Die Bauten entwarf Max Douy. Charles Spaak, der Albert Valentins Drehbuch adaptierte, verfasste auch die Dialoge.

## Kritiken
„Le ciel est à Vous (Der Himmel gehört euch), der beste Film Grémillons, war überhaupt der beste französische Film der Besatzungszeit. An der Oberfläche ist es die einfache Geschichte zweier französischer Handwerker, die Flugbegeisterte werden. Grémillon verbirgt nicht ihre verschrobenen, lächerlichen Eigenheiten (…) Der photographische Stil in der Art der Wochenschauen entsprach dem diskreten, zurückhaltenden Ton des Werkes und machte es zu einem Vorläufer der neorealistischen Strömung der Nachkriegszeit.“

„Die Handlung geht auf ein wahres Ereignis im Jahr 1935 zurück. Grémillion hat den Fall ganz nüchtern und unpathetisch erzählt und dabei vor allem den Alltag präzise beobachtet. Pierre und Thérèse werden nicht zu Helden hochstilisiert, sondern bleiben französische Durchschnittsbürger. Für Sadoul ist dieser Film eine französische Variante des Neorealismus.“

„1943 initiierte der Regisseur eine französische Spielart des später in Italien populär gewordenen Neorealismus’, als er die in nüchternem Erzählstil und klaren Bildern gestaltete Geschichte um die Konstruktion eines Rekord-Flugzeuges, „Sprung in die Wolken“, inszenierte.“

Im Lexikon des Internationalen Films heißt es: „Jean Grémillon, ein besonders guter Schauspielerregisseur, hat diese wahre Geschichte liebevoll, amüsant und mit sehr schönen Details aus der französischen Provinz inszeniert.“